# Jamaram
Jamaram ist eine Münchener Band, die ausgehend vom Grundkanon Reggae & Dub, in ihren Liveshows auch Ska, Latin, Pop, Balkan Beats und Afrobeat spielen. Sie wurde im Jahre 2000 von Sänger Tom Lugo, Schlagzeuger Max Alberti und Gitarrist Sam Hopf gegründet. Derzeit besteht die Band aus acht Mitgliedern.

## Geschichte
Jamaram trat im Jahr 2002 beim internationalen Newcomer-Festival Emergenza an und belegte in den Vorrunden zwei erste Plätze, im Finale erreichten sie den zweiten Platz. Die dadurch erlangte Bekanntheit führte dazu, dass die Band 2005 bereits über 100 Konzerte gab und auf mehreren Festivals wie dem „Chiemsee Reggae Summer“ spielte. 2004 produzierte Jamaram mit Kalahassi auch ihr erstes Album, welches auf Soulfire Artists / Rough Trade veröffentlicht wurde, damit führten sie auch ebenfalls 2005 ihre erste Tournee in Europa durch.
Im Mai 2006 erschien das Album Ookuchaka!. Zur ersten Single „Megan“ wurde ein Video mit dem Regisseur J.R.J. Wagner und der bekannten deutschen Schauspielerin Cosma Shiva Hagen gedreht. Als Drehort wurde ein Weiher in Andechs bei München gewählt. Im Jahr 2007 entstand das dritte Album Shout it from the Rooftops, welches im April 2008 erschien.
Im Dezember 2008 war die Band für drei Wochen auf Tour und machte 12 Konzerte in Uganda und ein Konzert in Kenia. Eingeladen vom Goethe-Institut stand der interkulturelle Austausch im Vordergrund. Neben 12 Konzerten, drehte die Band ein Musikvideo am Victoria-See und besuchte das Rainbow House of Hope Projekt in Kampala, das die Band finanziell seit Ende 2008 unterstützt. Bei diesem Besuch entstand das Musikvideo "Out My Window". Außerdem gaben sie Workshops für Kinder und Erwachsene. 2009 brachten sie ihr Album Live heraus. Am 31. Dezember 2009 spielten Jamaram ihre 700. Liveshow. Mitte Mai 2010 flog die Band nach Salvador da Bahia, um sich erneut Inspiration aus anderen Teilen der Erde zu holen. In diesem Zusammenhang spielten sie 6 Konzerte, wovon eines in Pelorinho (Salvador da Bahia) besonders herausstach. Geronimo Santana veranstaltet in der Stadt seit ungefähr 30 Jahren jeden Dienstag am selben Ort ein Konzert, zu dem er neben seiner eigenen Band immer eine oder zwei fremde Bands einlädt. Mitte Mai war diese Band Jamaram. Im Jahr 2010 brachte Jamaram ihr viertes Studioalbum namens Jameleon heraus.

## Zusammenarbeit mit den Acoustic Night Allstars
Dank der erfolgreichen Kooperation zwischen dem Kulturreferat der Stadt München, der Deutschen Botschaft Harare, dem Harare International Festival of the Arts (HIFA) und dem Goethe-Zentrum Harare/Zimbabwe German Society, flogen Jamaram im Mai 2012 für ein interkulturelles Austauschprojekt eine Woche nach Simbabwe.
Im Laufe der Woche absolvierte die Band mehrere Auftritte im Rahmen des Harare International Festival of the Arts (HIFA), gab Workshops und nahm Pressetermine wahr.  Dabei lernten sie Künstler der lokalen Musikszene kennen, die sich unter dem Namen "Acoustic Night Allstars" zusammengeschlossen hatten. Die gemeinsamen Konzerte und Workshops in Simbabwe waren ein großer Erfolg. Der Wunsch entstand, auch in Deutschland gemeinsam auf Tour zu gehen. Im Frühjahr 2013 war es soweit: die Musiker von Jamaram wurden auf ihrer Frühjahrstournee 2013 von drei Musikern der Acoustic Night Allstars aus Simbabwe – Tariro neGitare, Prayersoul und Rutendo Machiridza – begleitet. Die gemeinsame Tour führte die Musiker durch 20 deutsche Städte, darunter München, Hamburg und Göttingen. Die junge und engagierte Filmproduktionsfirma „passt schon productions“ aus München begleitete die Musiker auf ihrer Reise, drehte mit den drei Musikern aus Simbabwe im Laufe ihres Aufenthaltes in Deutschland mehrere Musikvideos und produzierte einen 40-minütigen Dokumentarfilm über die Erfahrungen der deutschen und der simbabwischen Musiker auf ihrer Reise durch das winterliche Deutschland (alles zu sehen auf der DVD "Jamaram & Acoustic Night Allstars on tour"). Die Tour übertraf alle Erwartungen bei Weitem und die Resonanz der Fans war so überwältigend, dass die logische Fortsetzung der Aktion nun die Produktion eines gemeinsamen Albums war. Neben Tariro neGitare, Prayersoul und Rutendo Machiridza, luden Jamaram auf die Musiker Tendex, Fungai Nengare, Munya Nyamarebvu und Vee Mukarati in Studio ein. Das gemeinsame Album trägt den Titel „Heavy Heavy“, was auf Shona, einer der Sprachen Simbabwes, so viel wie „Alles ist gut“ bedeutet und was während der gemeinsamen Arbeit im Sommer 2014 zum geflügelten Wort im Studio wurde.
Die Musiker aus Simbabwe waren während der Studio-Aufnahmen zu Album im Sommer 2014 „Artists in Residence“ der Stadt München und wohnten drei Monate (Juli–September) in der Villa Waldberta, dem Gästehaus der Stadt München, in Feldafing am Ufer des Starnberger Sees.
Das Album wurde mit Hilfe von Crowd-Funding mit der Plattform Startnext finanziert.

## Soziales Engagement
Jamaram unterstützt seit 2006 die Hilfsorganisation Go Ahead! durch Spendenaufrufe auf Konzerten.
Bis 2014 finanzierte die Gruppe hauptsächlich die „Sekhethimpilo“-Vorschule in Südafrika/Gauteng, die Kinder ausbildet, welche durch die Folgen von AIDS einen oder beide Elternteile verloren haben. Im Jahr 2014 wurde die Vorschule in staatliche Förderprogramme aufgenommen und braucht inzwischen keine Unterstützung mehr durch Go Ahead! und Jamaram. Seither fließen die Spenden von Jamaram an ein Learning Center in der Region Jozini, Südafrika.
Ebenfalls mehrfach gespendet wurde an das Rainbow House of Hope in Kampala, Uganda. Das Rainbow House of Hope ist ein offenes Jugendzentrum in Kampala, der Hauptstadt Ugandas, das sich für sozial benachteiligte Kinder einsetzt. Die Förderung findet u. a. durch Musik, Tanz, Sport und die Vermittlung handwerklicher Fähigkeiten wie etwa dem Schneidern oder Tischlern statt.
Seit dem Beginn der Zusammenarbeit mit Go Ahead! im Jahr 2006 haben Jamaram schon mehr als 85.000 € Spenden akquiriert.

## Besetzung

### Thomas „Tom“ Lugo

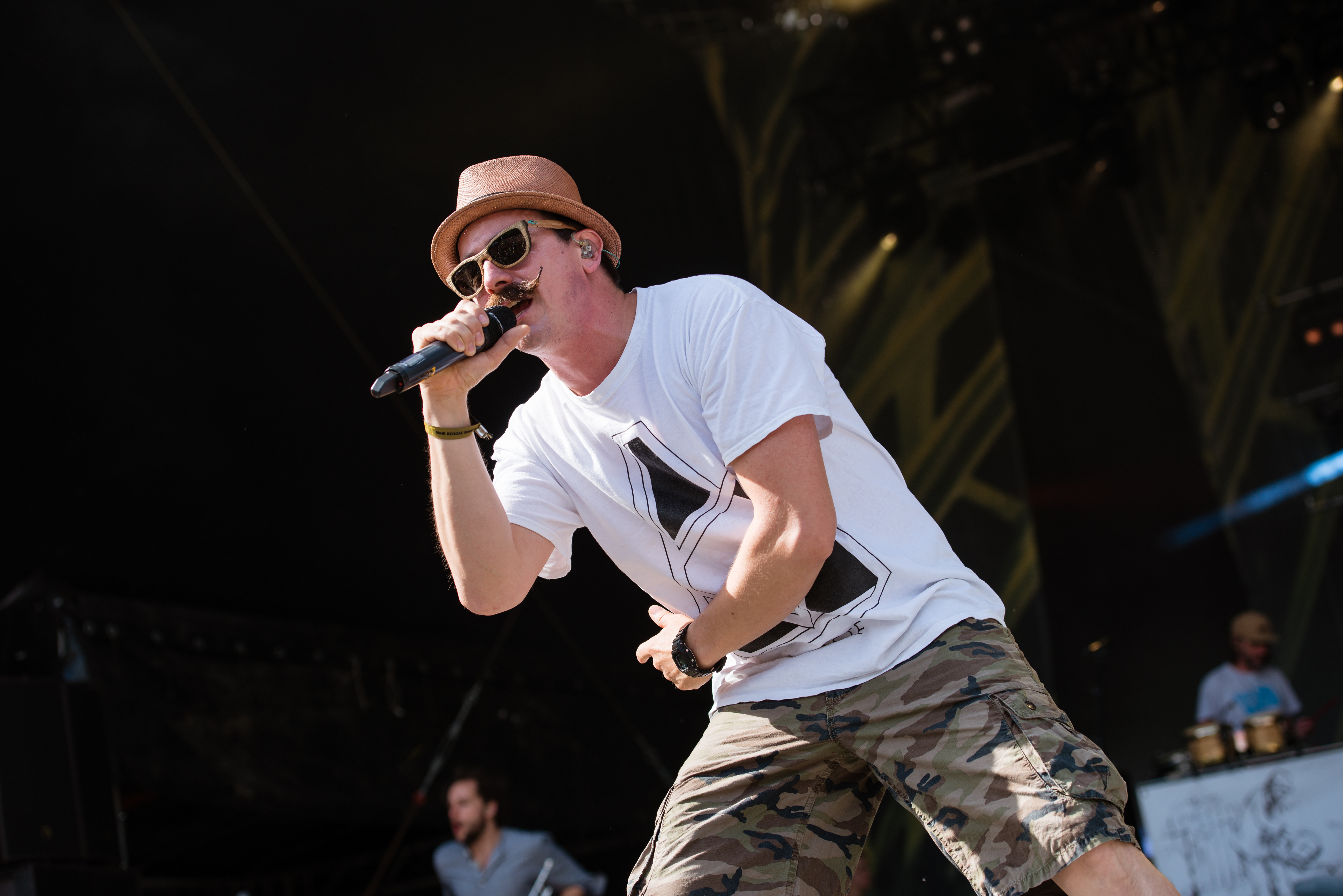
Thomas „Tom“ Lugo

Tom Lugo wurde 1978 in Bayamon, Puerto Rico geboren. 1990 kam er nach Deutschland. Laut eigener Aussage, singt er seit er klein ist. Er ist eines der drei Gründungsmitglieder von Jamaram.

### Samuel „Sam I Am“ „Samy Danger“ Hopf
Geboren am 20. Juli 1982 in Zürich, zog Samuel Hopf 1986 nach Deutschland. Dort wohnte er zunächst in München, bevor er nach Buchbach zog. Kurz darauf zog er mit seiner Familie wieder zurück nach München. Anschließend zog die Familie nach Berlin und wanderte von dort in die USA aus. Im Alter von 15 zog Hopf allerdings wieder nach Europa, wo er zunächst in Salzburg, dann in der Schweiz und wieder in München wohnte.

### Maximilian „Murxen“ Alberti
Siehe Hauptartikel: Murxen Alberti

### Benjamin „Benni“ Beblo
„Benni“ „Bass“ Beblo wurde am 22. Juli 1978 in München geboren. Sein erstes Instrument war das Glockenspiel, gefolgt von Klavier und Blockflöte. Weil er das Glockenspiel jedoch für zu leise empfand, ihm das Klavier zu altmodisch erschien und er Blockflöte für ein Instrument „für Mädchen“ hält, wechselte er zunächst zum Schlagzeug um dann über die Gitarre zum Bass zu finden. Seitdem spielte er in zahlreichen Bands, unter anderem für Mellow Mark und Joachim Deutschland.
Ben Beblo hat Abitur im Fach Musik auf der akustischen Gitarre gemacht und studierte bei Patrick Scales E-Bass und Jazz am Richard-Strauss-Konservatorium.

### Lionel Wharton
Lionel Wharton wurde als Sohn eines Amerikaners und einer Engländerin am 24. Oktober 1982 in Köln geboren. Er spielt seit seinem siebten Lebensjahr Klavier.

### Johannes „Peppi“ Beblo

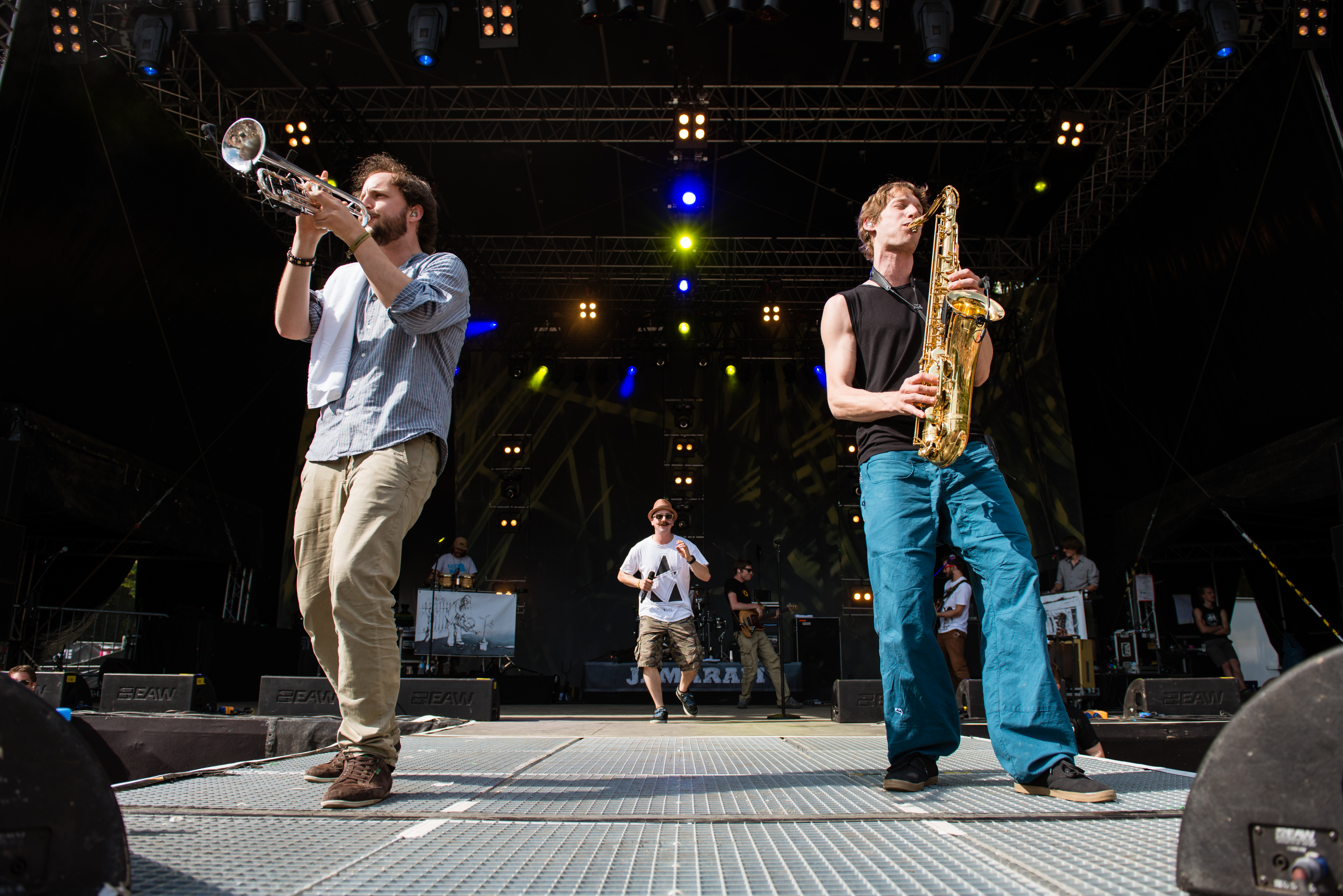
Johannes „Peppi“ Beblo und Max Wittmann

Hannes Beblo (* 28. April 1981) ist der drei Jahre jüngere Bruder von Benni Beblo. Mit neun Jahren fing er an, Saxophon zu spielen. Zu Jamaram kam er im Jahr 2003, nachdem er einige Auftritte als Gastmusiker bei der Band hatte.

### Dominik „Nik“ Thäle
Nik Thäle (* 1968) kam 2003 zu Jamaram. Er ist hauptberuflich Webdesigner und gestaltete auch die Website der Band.

## Diskografie

### Alben
- 2004: Kalahassi (Soulfire Artists / Rough Trade)
- 2006: Ookuchaka! (Soulfire Artists / Rough Trade)
- 2008: Shout It from the Rooftops (GLM Music / Soulfood)
- 2009: Live (GLM Music / Soulfood)
- 2010: Jameleon (GLM Music / Soulfood)
- 2011: Jamaram in Dub (Echo Beach / Indigo)
- 2012: La Famille (Soulfire Artists / Rough Trade)
- 2014: Almost Hits (Soulfire Artists / Rough Trade)
- 2015: Heavy Heavy (Turban-Records / Groove Attack)[18]
- 2017: Freedom of Screech (Turban-Records)
- 2019: To the Moon and the Sun (One World Records)
- 2023: El Peor (One World Records / Turban Records)
- 2024: Mor: ning (Oneness Records / Turban Records)

### EPs
- 2005: Never Too Late (Soulfire Artists / Rough Trade)

### Singles
- 2006: Megan (Soulfire Artists / Rough Trade)
- 2008: Coming to Get You (GLM Music / Soulfood)
- 2008: Green Leaf (GLM Music / Soulfood)
- 2010: Cuentito (GLM Music / Soulfood)

### DVDs
- 2012: Jam the World
- 2014: Jamaram & Acoustic Night Allstars on Tour (Zugabe zur CD Almost Hits)